# 長椅

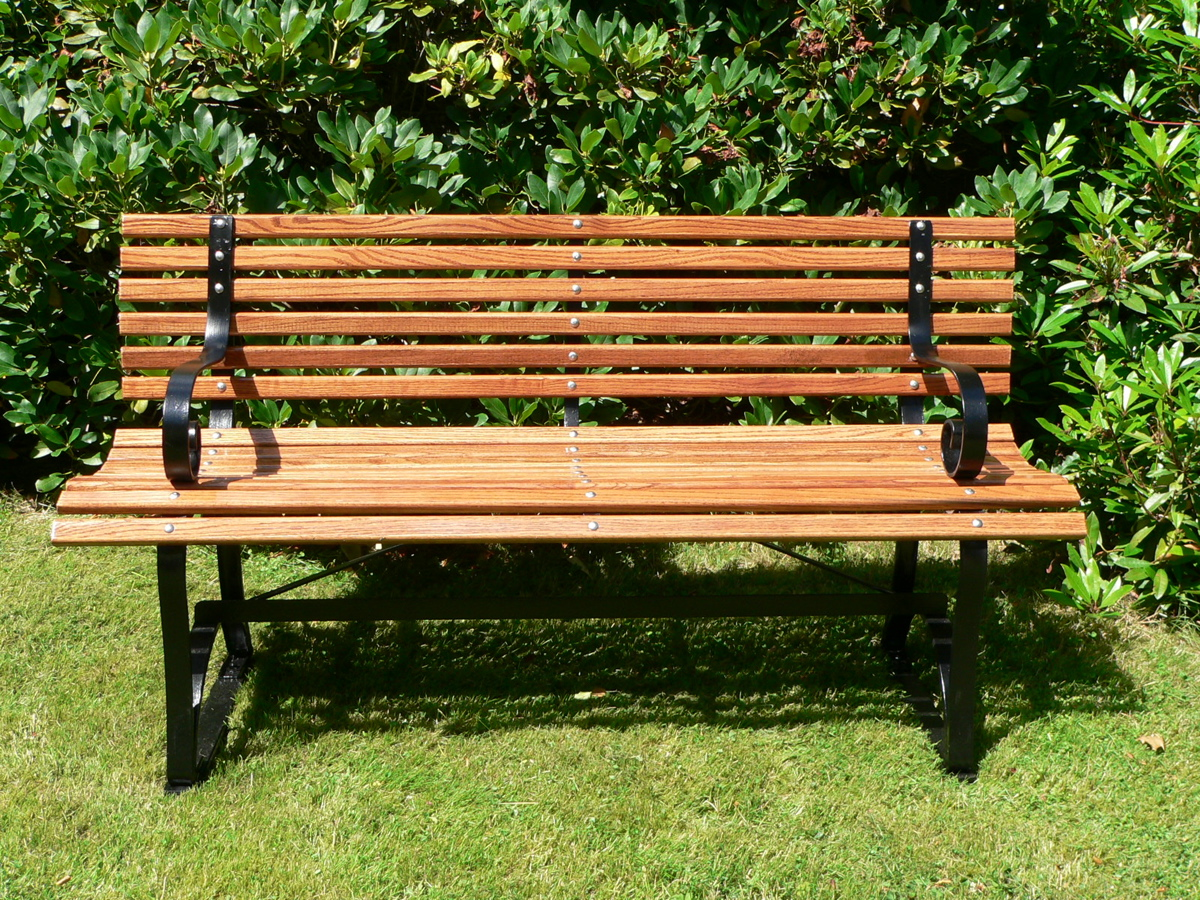
花園中的長椅

長椅（bench）是長型可以讓多人同時坐在上面的椅子，若是可以移動的無靠背木製長椅，多半會稱為長凳。
早期的長椅是木製的，但也有些是由金屬、石頭或是其他合成材料所製。許多長椅有扶手和靠背，不過也有些長椅沒有靠背，因此從長椅的兩側都可以坐人。在美國的公共區域，長椅多半是由特定人物或是組織所捐贈，上面也會有小的紀念牌匾對應說明。長椅可以用在室內，也可以用在室外。

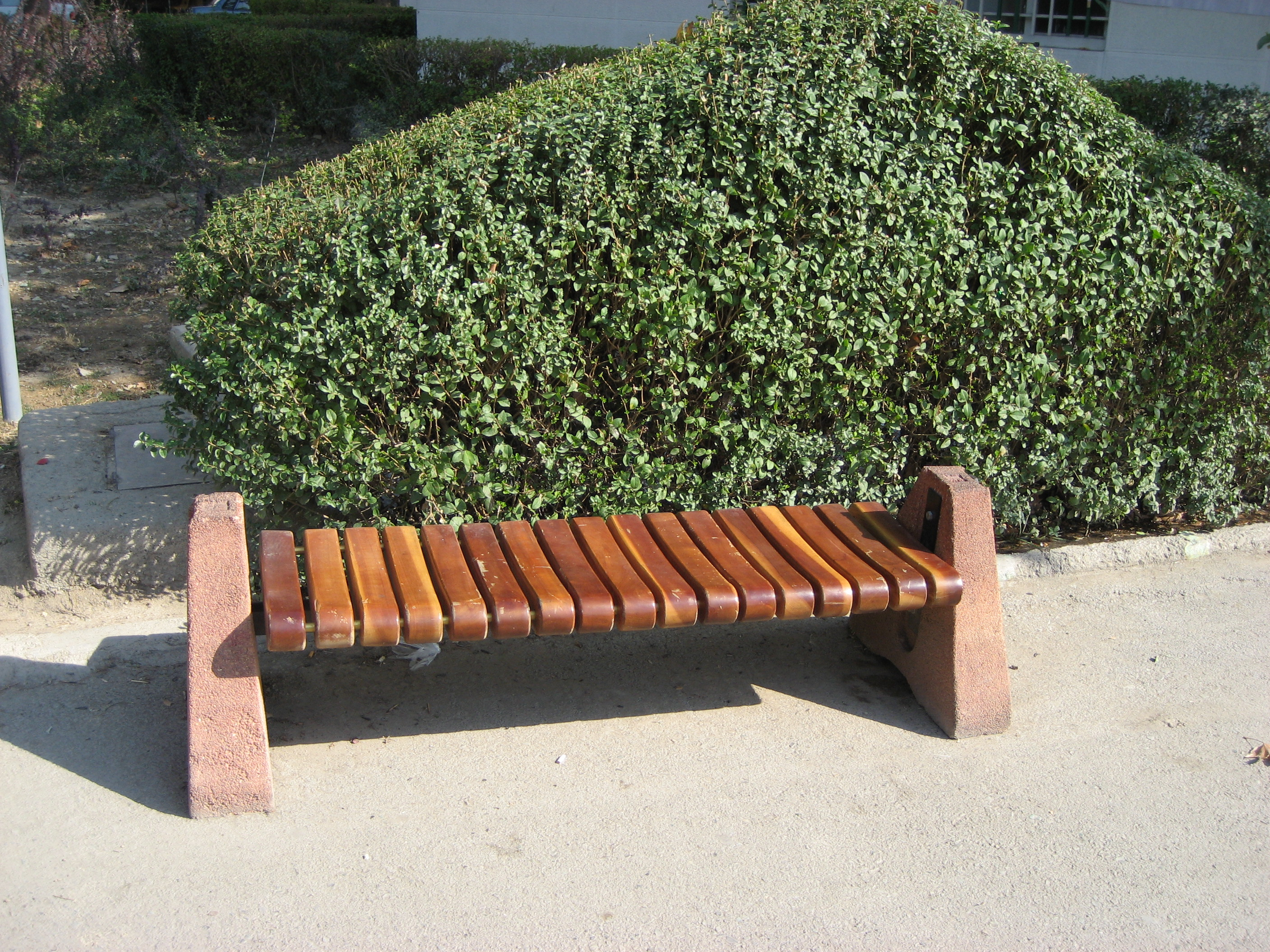
長椅

## 種類

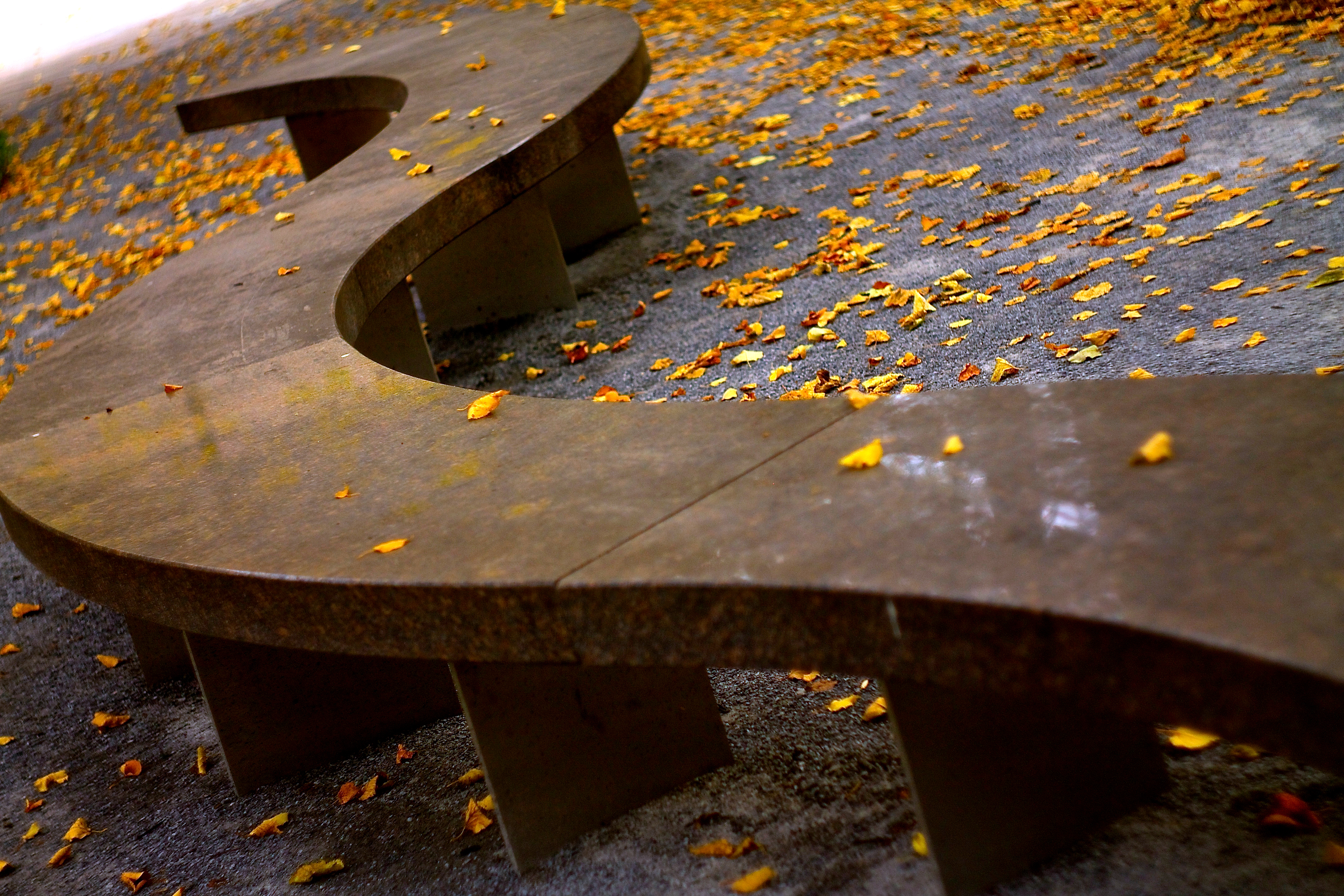
長條曲線的無背長椅

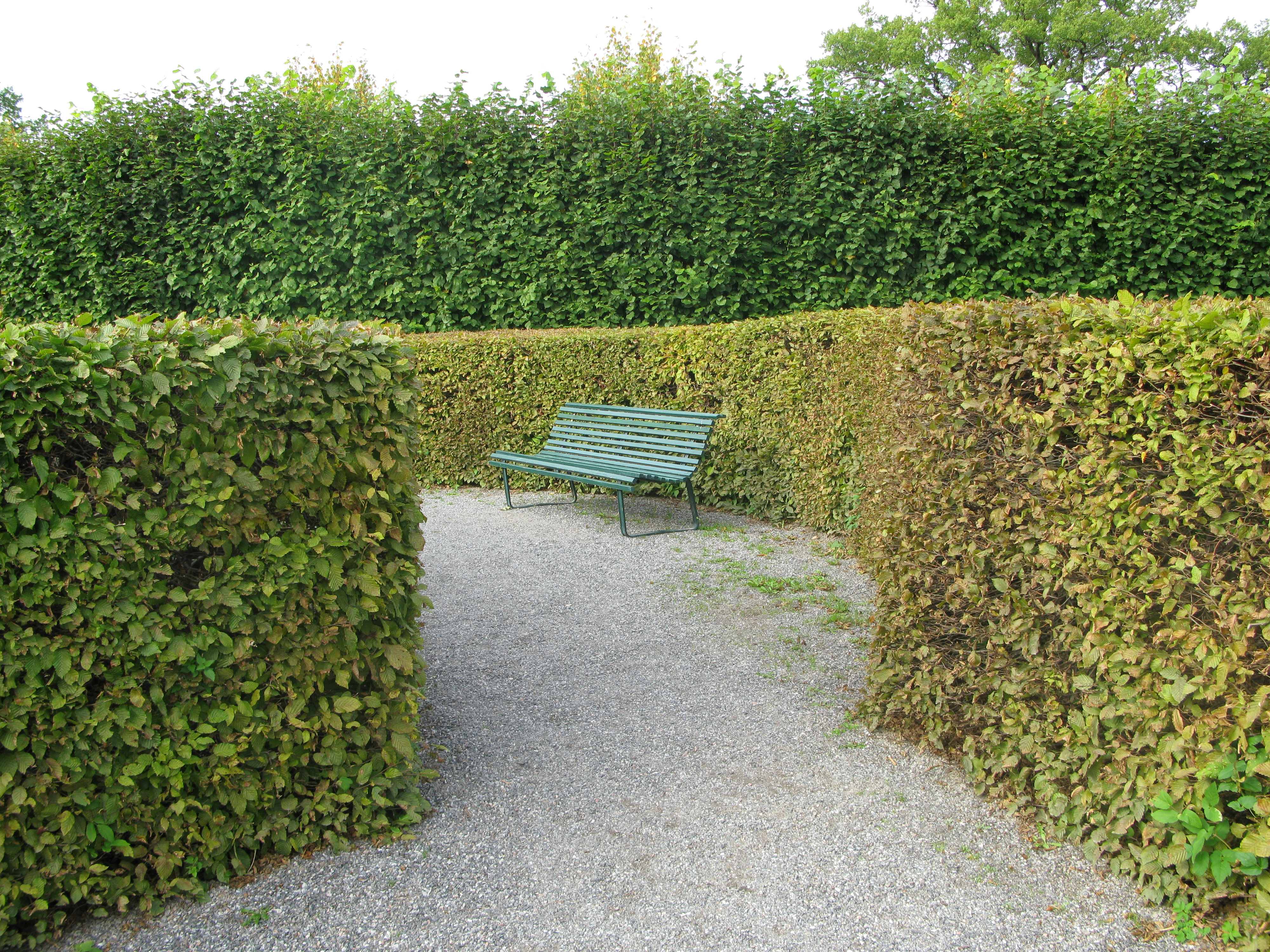
卓宁霍姆宫的公園長椅

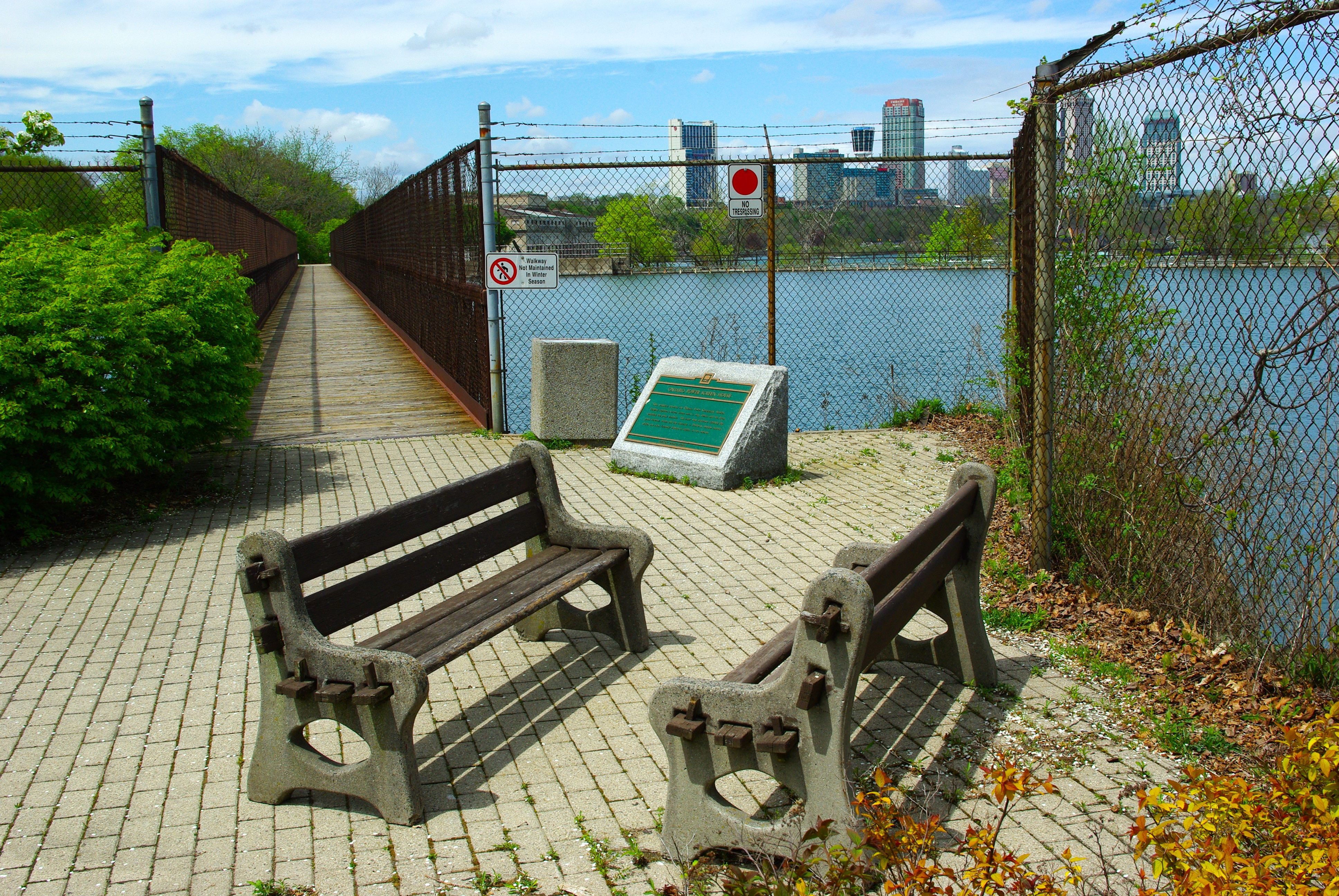
二張面對面的長椅

常常會用長椅所在的場所來為長椅命名，可能有特殊的設計，也可能沒有
- 公園長椅是在公園中的長椅，依可坐的人數不同，有不同的設計。
- 花園長椅和公園長椅類似，但比較長，也有比較多的位置[1]。
- 野餐桌（英语：Picnic table）除了桌子之外，也有附椅子。有些野餐桌是可以摺疊的，方便儲存及搬運。
- Scenic benches一般會放在風景區，熱鬧的街道邊，有時也會用在特殊的活動中。
- Perch benches一般會放在人潮多的地方，讓人短暫休息一下。
- 收納長椅結合了長椅以及收納箱，其中多半會放園藝工具或是烤肉用具。
- form是在飯廳、學校或是法庭用的無背長椅。
- 早期的鐵路客車上也有長椅。

有些長椅是針對特定用途所設計，例如：
- 斜長椅（Leaning benches）是一些城市放在公共空間，讓人坐著短暫休息的，用在空間不大，放不下一般長椅的場所[2][3]。
- 用在教堂崇拜場所的教堂長椅。教會長椅的款式有很多種，有傳統的，現代的，也會隨教堂的建築風格及場地大小而不同。
- 臥推凳是健身房仰臥推舉時使用的長椅。
- 鋼琴椅（英语：Piano stool）多半是一人坐的。不過也有針對雙人彈奏鋼琴用的雙人鋼琴椅。